# Slotback

A slotback pozíciója

A slotback egy pozíció az amerikaifutballban. A pozíció olyan, mint a wide receiveré, de hasonlít egy running backre. Az első sorban, a támadófal mögött egy helyezkedik el úgy, hogy a térfelek vonalától, az a line of scrimmagetől, körülbelül 5 yardra van visszafelé. A wide receiverek és a sorjátékosok közötti terület az övé.

## Feladatai
A slotback feladatai, amennyiben játszatják, igen sokrétű. Egyesíti magában az elkapók és a futók tulajdonságait. Ám gyakran használják a védekező játékosok blokkolására is, ha azok sackre törekednek. Ezenfelül rövid passzoknál is lehet elkapó, ezért is áll közel a quarterbackhez. De leggyakrabban extra wide receiverként használják.
Mivel a pályán csak 11 támadó lehet egyszerre, ezért ha az offense slotbacket alkalmaz, akkor vagy tight end nélkül, vagy kevesebb running backel áll ki a támadó fél.

## Külső hivatkozások
- Barry Cawley - Charles Brodgen: Hogyan játsszák? Amerikai Futball ISBN 9631097668
- NFL hivatalos oldala

| Amerikai futball-pozíciók                  | Amerikai futball-pozíciók            | Amerikai futball-pozíciók | Amerikai futball-pozíciók             | Amerikai futball-pozíciók | Amerikai futball-pozíciók               | Amerikai futball-pozíciók | Amerikai futball-pozíciók |
| Offense                                    | Offense                              |                           | Defense                               | Defense                   |                                         | Special teams             | Special teams             |
| ------------------------------------------ | ------------------------------------ | ------------------------- | ------------------------------------- | ------------------------- | --------------------------------------- | ------------------------- | ------------------------- |
| Linemen                                    | Guard, Tackle, Center                | Linemen                   | Nose tackle, Tackle, End, Edge rusher | Rúgó játékosok            | Placekicker, Punter, Kickoff specialist |                           |                           |
| Quarterback                                | Quarterback                          | Linebacker                | Linebacker                            | Snapping                  | Long snapper, Holder                    |                           |                           |
| Backs                                      | Halfback, Fullback, H-back, Wingback | Backs                     | Cornerback, Safety                    | Visszahordás              | Punt returner, Kick returner            |                           |                           |
| Elkapók                                    | Wide receiver, Tight end, Slotback   | Backs                     | Nickelback, Dimeback                  | Szerelés                  | Gunner                                  |                           |                           |
| Formációk - Pozíciók története - Stratégia |                                      |                           |                                       |                           |                                         |                           |                           |